# Blanklaar
Blanklaar is een gehucht van Meldert in de Belgische provincie Limburg. Het ligt ten noordwesten van het centrum van Meldert, aan drie  zijden omsloten door de provincie Vlaams-Brabant.
De naam komt van het Indo-Germaanse bleig (blinken, schitteren) en het Oudsaksische lari (open, ledig). Het heeft betrekking op een weidegebied, omgeven door bossen.
Blanklaar ligt aan de weg van Meldert naar Deurne.